# Devynne Charlton
Devynne Charlton (née le 26 novembre 1995) est une athlète bahaméenne, spécialiste du 100 mètres haies. Elle détient le record du monde du 60 m haies, avec un temps de 7 s 65 établi le 3 mars 2024.

## Biographie
Née d'un père ayant participé aux championnats du monde de 1983, Devynne Charlton admire Debbie Ferguson-McKenzie, championne olympique en 2000. Elle se tourne vers l'athlétisme. Elle connaît ses premiers succès internationaux en 2011, où elle obtient un titre aux Jeux de la CARIFTA.
Vainqueur du 100 m haies des Championnats d'Amérique centrale et des Caraïbes d'athlétisme juniors en 2014, Devynne Charlton bat en 2015 le record des Bahamas, détenu par Ivanique Kemp depuis 2012, en 13 s 06, record qu'lle porte à 13 s 00 aux Championnats NCAA. Elle participe aux championnats du monde 2015, à Pékin, et s'incline dès les séries.
En juin 2017, à Eugene, elle porte son record personnel à 12 s 74.
Les 2 et 3 mars 2018, aux championnats du monde en salle de Birmingham, Charlton établit son meilleur temps de la saison dès les séries en 7 s 95. En demi-finale, elle prend la 2e place de sa course et se qualifie pour la finale, en 7 s 89, nouveau record des Bahamas. Elle termine à la 8e et dernière place de la finale en 8 s 18.
En 2021, elle reprend le record national à Pedrya Seymour en courant en 12 s 61 à Walnut. Elle termine 6e aux Jeux olympiques.
À Belgrade en 2022, Charlton devient vice-championne du monde en salle derrière la Française Cyréna Samba-Mayela. Sur 100 m haies, elle porte son record national à 12 s 60 aux championnats des Bahamas, puis à 12 s 46 en demi-finales des Mondiaux 2022 à Eugene, où elle se classe finalement 7e.
Elle se classe 4e des Mondiaux 2023 à Budapest après avoir établi un record des Bahamas en séries (12 s 44).

### Record du monde et championne du monde en salle du 60 m haies (2024)
Le 11 février 2024, lors des Millrose Games de New York, la Bahaméenne signe un nouveau record du monde du 60 m haies avec un chrono en 7 s 67, effaçant l'ancienne marque de la Suédoise Susanna Kallur qui tenait depuis 2008 (7 s 68). Ce record est égalé cinq jours plus tard par l'Américaine Tia Jones, à l'occasion des championnats des Etats-Unis en salle à Albuquerque. Charlton s'approche à nouveau de ce temps au meeting de Madrid le 23 février en réalisant 7 s 68.
Aux championnats du monde en salle disputés en mars 2024 à Glasgow, elle remporte le titre du 60 m haies en établissant un nouveau record du monde en 7 s 65.
Elle est nommée porte-drapeau de la délégation des Bahamas aux Jeux olympiques d'été de 2024 à Paris aux côtés de l'athlète Steven Gardiner.

## Palmarès
| Date | Compétition                        | Lieu                               | Résultat | Épreuve     | Temps         |
| ---- | ---------------------------------- | ---------------------------------- | -------- | ----------- | ------------- |
| 2011 | Championnats panaméricains juniors | Miramar                            | 1re      | 4 × 100 m   | 45 s 04       |
| 2011 | Championnats panaméricains juniors | Miramar                            | 3e       | 4 x 400 m   | 3 min 42 s 61 |
| 2015 | Jeux panaméricains                 | Toronto                            | 7e       | 4 x 100 m   | 44 s 38       |
| 2015 | Championnats NACAC                 | San José                           | 6e       | 100 m haies | 13 s 01       |
| 2015 | Championnats NACAC                 | San José                           | 4e       | 4 x 100 m   | 44 s 28       |
| 2018 | Championnats du monde en salle     | Birmingham                         | 8e       | 60 m haies  | 8 s 18        |
| 2018 | Championnats NACAC                 | Toronto                            | 5e       | 100 m haies | 13 s 01       |
| 2021 | Jeux olympiques                    | Tokyo                              | 6e       | 100 m haies | 12 s 74       |
| 2022 | Circuit mondial en salle de l'IAAF | Circuit mondial en salle de l'IAAF | 1re      | 60 m haies  | 22 pts        |
| 2022 | Championnats du monde en salle     | Belgrade                           | 2e       | 60 m haies  | 7 s 81        |
| 2022 | Championnats du monde              | Eugene                             | 7e       | 100 m haies | 12 s 53       |
| 2022 | Jeux du Commonwealth               | Birmingham                         | 2e       | 100 m haies | 12 s 58       |
| 2022 | Championnats NACAC                 | Freeport                           | 2e       | 4 × 100 m   | 43 s 34       |
| 2022 | Championnats NACAC                 | Freeport                           | 3e       | 100 m haies | 12 s 71       |
| 2023 | Championnats du monde              | Budapest                           | 4e       | 100 m haies | 12 s 52       |
| 2024 | Championnats du monde en salle     | Glasgow                            | 1re      | 60 m haies  | 7 s 65        |
| 2024 | Jeux olympiques                    | Paris                              | 6e       | 100 m haies | 12 s 56       |
| 2025 | Championnats du monde en salle     | Nankin                             | 1re      | 60 m haies  | 7 s 72        |

## Records
| Épreuve     | Temps        | Lieu     | Date         |
| ----------- | ------------ | -------- | ------------ |
| 60 m haies  | 7 s 65 (WR)  | Glasgow  | 3 mars 2024  |
| 100 m haies | 12 s 44 (NR) | Budapest | 22 août 2023 |